# Округ Бедфорд (Вирџинија)
Округ Бедфорд (енгл. Bedford County) је округ у америчкој савезној држави Вирџинија.

## Демографија
По попису из 2010. године број становника је 68.676, што је 8.305 (13,8%) становника више него 2000. године.
| Група             | 2000.          | 2010.          |
| Белци             | 55.358 (91,7%) | 62.035 (90,3%) |
| Афроамериканци    | 3.767 (6,2%)   | 3.942 (5,7%)   |
| Азијати           | 261 (0,4%)     | 707 (1,0%)     |
| Хиспаноамериканци | 449 (0,7%)     | 1.090 (1,6%)   |
| Укупно            | 60.371         | 68.676         |